# 本多遼
本多 遼（ほんだ りょう、1989年11月4日 - ）は、日本の俳優。愛知県出身。身長174cm、体重59kg、血液型はA型。ルーチェを経て、現在はジャングル所属。

## 人物
中学よりボクシングを始め、高校時代に愛知県チャンピオンになった。インターハイにも出場。プロボクサーを経て、2012年に俳優デビュー。
趣味は乗馬(4級)、日本舞踊(花柳流)、温泉、寺社巡り、ドライブ、スポーツ観戦、お笑い番組鑑賞、ディズニー。

## 出演

### テレビドラマ
- 私立バカレア高校 5話（2012年4月 - 、NTV）
- ぼくの夏休み 27話（2012年7月 - 、フジテレビ）
- ご縁ハンター 1話（2013年4月 - 、NHK)
- 仮面ティーチャー 3話（2013年7月 - 、NTV）
- 熱血硬派くにおくん 8話（2013年、NOTTV） - わたる 役
- おふこうさん 4話（2014年1月 - 、NHK BSプレミアム） - 赤田朱男 役
- おそろし 4話（2014年9月 - 、NHK BSプレミアム） - ふいご職人 役
- ファーストクラス（2014年10月 - 、フジテレビ） - レギュラープレス 役
- 流星ワゴン 1話・8話（2015年1月 - 、TBS） ‐チンピラ 役
- 大河ドラマ（NHK)
  - 花燃ゆ（2015年)  - 松下村塾生 役
  - 青天を衝け（2021年） - 横川勇太郎 役
- HiGH&LOW THE STORY OF S.W.O.R.D  （2015年10月 -、NTV） - 鬼邪高校生役サブレギュラー
- 正月時代劇 吉原裏同心 〜新春吉原の大火〜 （2016年1月3日、NHK)  - 栄蔵 役
- HiGH&LOW THE STORY OF S.W.O.R.D  （2016年4月 -、NTV） - 鬼邪高校生役サブレギュラー
- ラヴソング 7話・8話・10話 （2016年4月 - 、フジテレビ） - 弦巻の部下  前田健二郎 役
- 更生補導員・深津さくら 殺人者の来訪 ～告解者～（2017年3月 -、テレビ東京）
- 約束 〜16年目の真実〜 1話（2024年4月11日、読売テレビ・日本テレビ）- 藤川真一 役

### 映画
- カイジ2 （2011年）
- モテキ（2011年）
- 連合艦隊司令長官 山本五十六（2011年）
- 謝罪の王様（2013年）
- パズル（2014年） - 山中看護師 役
- イン・ザ・ヒーロー（2014年） - ドラゴンブルー 金子大輔 役
- 「HiGH&LOW - THE STORY OF S.W.O.R.D -」（2016年） - 鬼邪高校生 役

### 舞台
- 真・妖鬼大決戦（2010年）
- ニコラスKを探せ！！（2012年、Kix-2-1ユニットプロデュース公演vol.3、作・演出：樹木まさひこ）
- 今ひとたびの修羅（2013年4月5日 - 29日、シス・カンパニー公演、演出：いのうえひでのり　新国立劇場中劇場）
- ドレッサー（2013年6月28日 - 7月28日、シス・カンパニー公演、演出：三谷幸喜　世田谷パブリックシアター）
- 居間 (リビング) オブ ザ デッド（2014年8月14日 - 17日、ワイアールジャパンプロデュース、中野HOPE） 初主演
- 拳聖（2015年1月15日 - 18日、ワイアールジャパンプロデュース、シアターサンモール）
- ダレノカミサマ（2015年9月9日 - 13日、劇団山本屋、サンモールスタジオ）
- 浅草あちゃらか（2016年1月20日 - 1月24日、東京パフォーマーズ倶楽部、演出：藏 信貴、シアターサンモール）
- 令嬢ジュリー（2017年3月10-4月1日）シス・カンパニー公演、演出：小川絵梨子、Bunkamuraシアターコクーン）
- ローゼンクランツとギルデンスターンは死んだ（2017年10月30-11月26日）シス・カンパニー公演、演出：小川絵梨子、世田谷パブリックシアター
- 近松心中物語（2018年1月10日-2月18日）シス・カンパニー公演、演出：いのうえひでのり、新国立劇場 中劇場
- 出口なし ＜東京＞8月25日-9月24日 新国立劇場 小劇場 ＜大阪＞9月27日-9月30日 サンケイホールブリーゼシス・カンパニー公演、演出：小川絵梨子

### CM
- ブライダルモデル （2010年）
- NEC  LaVie L （2013年）
- セブン&アイホールディングス オムニチャネル活用イメージ（2014年3月〜）
- すき家 「まぜのっけご飯朝食」篇（2014年）
- バンダイナムコエンターテインメント 「シンクロニカ」 PV （2015年）
- 専修大学 「君の翼を育む」篇（2016年7月）
- ワークマン 「エアライトSTRETCH」 ウォームパンツ篇、ブルゾン篇、防寒裏アルミジャンパー篇（2016年9月〜）